# On ne choisit pas sa famille (film)
Pour les articles homonymes, voir On ne choisit pas sa famille.
Pour plus de détails, voir Fiche technique et Distribution.
On ne choisit pas sa famille est un film français réalisé par Christian Clavier, et sorti en 2011.
Christian Clavier a écrit, produit et réalisé cette comédie, qui est d'ailleurs sa première réalisation.
Le film obtient des critiques négatives et est un échec commercial.

## Synopsis
César Borgnoli, un concessionnaire de voitures italiennes vivant largement au-dessus de ses moyens, est au bord de la ruine. Sa sœur Alex, qui vit en couple avec sa compagne Kim, lui propose de sauver le garage familial en lui mettant un marché en mains.
Le couple lesbien désire plus que tout adopter Maily, une fillette thaïlandaise âgée de 5 ans. Mais César doit se faire passer pour l'époux de Kim, afin que la procédure se déroule légalement en Thaïlande.

## Fiche technique
- Titre : On ne choisit pas sa famille
- Réalisateur : Christian Clavier
- Scénario : Christian Clavier et Michel Delgado
- Direction artistique : Isabelle de Araujo
- Photographie : Pascal Ridao
- Son : Marc-Antoine Beldent, Jean Gargonne, Jean-Noël Yven, Francois Joseph Hors
- Montage : Christophe Pinel
- Production : François Kraus, Denis Pineau-Valencienne et Christian Clavier
- Sociétés de production : Les Films du kiosque et Ouille Productions ; TF1 Films Production, Studio 37 et Aurel Films (coproductions)
- Société de distribution : Universal Pictures
- Pays d'origine :  France
- Langue originale : français, thaï
- Format : couleur - 35 mm
- Genre : comédie
- Durée : 103 minutes
- Date de sortie : France : 9 novembre 2011

## Distribution

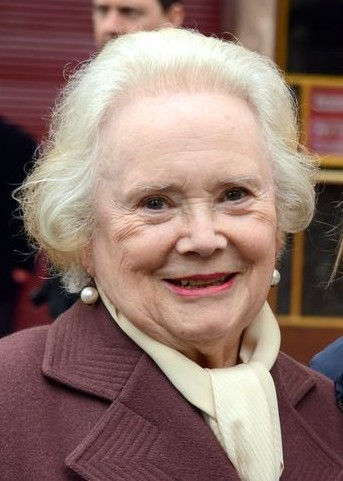
Anna Gaylor, qui joue la mère assez collante de César et Alex, jouait elle aussi dans Les Visiteurs : elle tenait le rôle de la mère de Godefroy.

- Christian Clavier : César Borgnoli, concessionnaire automobile en faillite et frère d'Alex
- Jean Reno : le docteur Luix
- Muriel Robin : Kim
- Helena Noguerra : Alex Borgnoli, sœur de César
- Michel Vuillermoz : Jean-Paul, ami de Kim et Alex
- Maily Florentin Dao : Maily, la petite thaïlandaise orpheline que désirent adopter Kim et Alex
- Hélène Patarot : la mère supérieure de l'orphelinat
- Anna Gaylor : la mère de César et Alex
- Caroline Anglade : Coralie, la coiffeuse
- Sophie-Charlotte Husson : la présentatrice de la télévision
- Simon Astier : Hervé, policier et ex d'Alex
- Annie Savarin : Irène
- Olivier Till : l'huissier

## Production

### Genèse

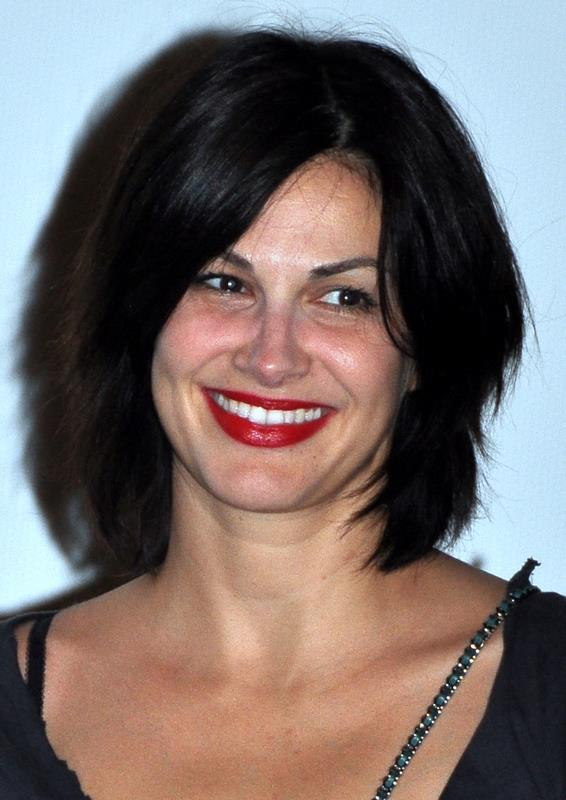
L'actrice Helena Noguerra, à l'avant-première du film.

C'est Jean Reno lui-même qui a demandé à Christian Clavier d'écrire un scénario afin de les réunir pour la sixième fois devant la caméra. L'acteur s'est alors mis à imaginer l'intrigue du film avec son coscénariste Michel Delgado. C'est la troisième fois qu'ils écrivent un film ensemble, après L'Enquête Corse et L'Auberge Rouge.
Christian Clavier a d'ailleurs proposé la réalisation du film à Jean-Marie Poiré, réalisateur des films les plus connus de l'acteur (Le père Noël est une ordure, Papy fait de la résistance, L'Opération Corned-Beef, Les Anges Gardiens et la trilogie Les Visiteurs et son remake) mais celui-ci l'a déclinée. Christian Clavier a donc réalisé le film lui-même. Jean-Marie Poiré n'avait, à l'époque, pas réalisé de films depuis Ma femme s'appelle Maurice en 2002.
Dans une interview au magazine Première en 2016, Christian Clavier déclare cependant que ce sont les financiers qui n'auraient pas voulu que Poiré réalise le film. La France étant un pays favorable aux premiers films, il explique ainsi que cela a donc été plus facile de monter le projet avec son nom à la mise en scène.
Christian Clavier s'attaque pour la première fois à la réalisation, un souhait de longue date pour l'acteur. Fort de son expérience aux côtés de grands cinéastes comme Yves Simoneau pour Napoléon, ou Jean-Marie Poiré pour Les Visiteurs et Le Père Noël est une ordure, c'est désormais chose faite avec On ne choisit pas sa famille, pour lequel il se sentait prêt et en confiance. Une expérience qu'il s'est dit prêt à renouveler très bientôt.
Ce film réunit Christian Clavier, Jean Reno et Muriel Robin, déjà partenaires dans Les Couloirs du temps : Les Visiteurs 2.

### Tournage
Christian Clavier, qui aime réaliser le maximum de plans possible pour chaque scène, s'en est donné à cœur joie pour celle du dîner de Bangkok. De plus, celle-ci a été particulièrement complexe à réaliser. Les prises de vues se sont déroulées la nuit sous une chaleur étouffante propice aux moustiques ; le dialogue a nécessité deux jours de tournage, deux cadreurs et plus de soixante plans,.

## Bande originale
- Dominique par Sœur Sourire de 1962.
- La Belle de Cadix par Luis Mariano de 1945 (début du générique de fin).

## Accueil

### Accueil critique
En France, le site Allociné propose une note moyenne de 1,2⁄5 à partir de l'interprétation de critiques provenant de 14 titres de presse.

### Box-office
Avec moins de 350 000 entrées, le film est un échec douloureux pour Christian Clavier, qui rate son retour (depuis 2007) dans le cinéma comique.
Lors de ses diffusions sur TF1, le film réalisera malgré tout de très bonnes audiences, supérieures à 6 500 000 téléspectateurs.

## Remarques
Le scénario du film ressemble à l'épisode 12 de la saison 16 des Simpson dans lequel Homer Simpson se fait passer pour le mari de Selma, une des grandes sœurs de sa femme Marge, afin que celle-ci puisse adopter une petite fille chinoise.